# Gemeentelijke ijsbaan van Abashiri
De gemeentelijke ijsbaan van Abashiri (網走市営スケート場) is een ijsbaan in het Omagaripark in Abashiri, een stad in de prefectuur Hokkaido in het noorden van Japan. De openlucht-natuurijsbaan ligt op 3 meter boven zeeniveau. De baan heeft een lengte van 400 m. 